# Lavradas
Lavradas es una freguesia portuguesa del concelho de Ponte da Barca, con 7,26 km² de superficie y 929 habitantes (2001). Su densidad de población es de 128,0 hab/km².